# Горна гряда з кам'янистими розсипами
Горна гряда з кам'янистими розсипами — геологічна пам'ятка природи місцевого значення. Об'єкт розташований на території Бердянського району Запорізької області, село Калайтанівка.
Площа — 5 га, статус отриманий у 1972 році.